# Mitthyridium repens
Mitthyridium repens là một loài rêu trong họ Calymperaceae. Loài này được Harv. H. Rob. mô tả khoa học đầu tiên năm 1975.